# Ширяевское муниципальное образование
Ширяевское сельское поселение — сельское поселение в составе 
Иркутского района Иркутской области.
Административный центр — деревня Ширяева.

## Границы
Согласно закону «О статусе и границах муниципальных образований Иркутского района Иркутской области» 

«…За начальную точку границы муниципального образования принята точка на автодороге «Урик - Ширяева» в 5,6 км южнее д. Ширяева. Далее граница проходит в западном, северо-западном направлении по ломаному контуру границ земель ОАО «Ширяево» и земель ЗГЗ на расстоянии 11,2 км до Александровского тракта в 3,7 км северо-западнее д. Московщина. Затем граница проходит в северо-западном направлении по Александровскому тракту на расстоянии 2,8 км до ЛЭП, поворачивает на северо-запад и проходит по ЛЭП на расстоянии 3 км. Далее граница поворачивает в юго-восточном направлении и проходит вдоль по пади Глубокая по контуру границ земель Подсобного хозяйства старательской артели «Тайга» на расстоянии 4,1 км до границы земель ЗГЗ; затем граница поворачивает на юго-запад и проходит по контуру границ ЗГЗ на расстоянии 2,7 км, вплоть до правого берега р. Ангара напротив северной острова Ниж. Буян. Далее граница поворачивает в юго-восточном направлении по правому берегу р. Ангара вверх по течению на расстоянии 5,2 км до восточной оконечности острова Березовый, поворачивает в западном направлении, пересекая основное русло р. Ангара, проходит по протоке, оставляя справа о. Березовый, слева - о. Лиственичный и о. Зуевский, на расстоянии 2,1 км и выходит на левый берег р. Ангара на границу с Ангарским районом. Затем граница проходит по смежеству с Ангарским районом по левому берегу р. Ангара вниз по течению на расстоянии 19,7 км до уровня устья протоки Иданская у северной оконечности о. Березовый. Далее граница поворачивает в восточном направлении, пересекает русло р. Ангара, выходит на правый берег и следует в падь Иланская на расстоянии 2,6 км до поворота лесной дороги. Затем граница проходит в северном направлении по границе земель ОАО «Родники» на расстоянии 7 км до пересечения с Александровским трактом, проходит в северо-восточном направлении по юго-восточным границам кварталов 175, 173, 34 Иркутского лесхоза Оекского лесничества на расстоянии 2,7 км. Далее граница проходит строго на север в точку в 0,150 км южнее детского оздоровительного лагеря «Солнечный» на расстоянии 0,8 км. Затем граница проходит на восток по южным оконечностям пруда на расстоянии 1,3 км и идет в северо-восточном направлении до вершины южного угла квартала 97 на расстоянии 6,5 км. Далее граница поворачивает в северо-западном направлении по восточным границам кварталов 15, 117, 115, 113, 160, 159, 95, 94 Иркутского лесхоза Оекского лесничества на расстоянии 12,6 км. Затем граница поворачивает на восток и проходит по южной границе квартала 151 на расстоянии 1,5 км, далее поворачивает на юг и проходит по линии ломаного контура границ земель ОАО «Ширяево» на расстоянии 11,5 км. Затем граница проходит в северо-восточном направлении вверх по течению р. Каменой на расстоянии 3,2 км до западной границы квартала 104. Далее граница проходит зигзагом в восточном направлении по лесной дороге через квартала 104, 105 на расстоянии 2,9 км до западной границы земель ОАО «Учхоз «Степное». Затем граница проходит в южном направлении по границам земель ОАО «Учхоз «Степное» на расстоянии 6,2 км до вершины северозападного угла квартала 123, далее оконтуривает северо-восточную оконечность квартала 123 и идет до границ ФГУП «Иркутское» на расстоянии 5,2 км. Затем граница проходит в западном направлении по ломаной линии, оконтуривая земли ФГУП «Иркутское» и АОЗТ «Ангарский» на расстоянии 13,1 км до юго-западной границы квартала 128, далее под острым углом поворачивает в южном направлении и проходит по границам земель ЗАО «Иркутские семена» на расстоянии 5,8 км до границы земель ОАО «Хомутовское». Затем граница проходит в юго-западном направлении вниз по течению р. Тайга на расстоянии 0,9 км, поворачивает в южном направлении и идет по ломаному контуру границ ЗГЗ на расстоянии 10,9 км в начальную точку на дороге «Урик - Ширяева».».

## Населенные пункты
В состав муниципального образования входят населенные пункты :
- деревня Горяшина
- деревня Лыловщина
- деревня Тайтура
- деревня Ширяева
- деревня Тихонова Падь